# Stefan Zimmermann (Jurist)
Stefan Zimmermann (* 18. März 1950 in Köln) ist ein deutscher Jurist und Notar.

## Leben
Zimmermann studierte Rechtswissenschaften in Köln und war von 1976 bis 1978 Hochschulassistent an der Universität Köln. 1978 wurde er zum Dr. jur. promoviert und trat im gleichen Jahr in den Notarassessorendienst ein. Seit 1985 ist Zimmermann Notar in Köln. 2012 wurde er zum Honorarprofessor an der juristischen Fakultät der Universität Köln ernannt.
Von 1979 bis 1985 war er Geschäftsführer der Bundesnotarkammer. In den Jahren 1988 bis 2006 war er Vorsitzender des Rheinischen Notarvereins, dessen Ehrenvorsitzender er seit 2006 ist. Von 1991 bis 2007 war er zudem Präsident des Deutschen Notarvereins, den er mit begründet hat; seit 2007 ist er Ehrenpräsident des Deutschen Notarvereins. Er ist ferner Mitglied des Beirats des NotarVVaG sowie Mitglied der IRZ-Stiftung Deutsche Stiftung für Internationale Rechtliche Zusammenarbeit und des Kuratoriums des Internationalen Instituts der Universität Nischni Nowgorod, Beirat des Deutschen Notarverlags, des Instituts für Notarrecht der Rheinischen Friedrich-Wilhelms-Universität Bonn sowie der Humboldt-Universität in Berlin und der Kölner Juristischen Gesellschaft. Ferner ist er Honorarprofessor an der Universität Köln. 2013 wurde er als ordentliches Mitglied in die Europäische Akademie der Wissenschaften und Künste, Salzburg, berufen.
Nach dem Fall der Mauer war Zimmermann in seiner Funktion als Vorsitzender des Rheinischen Notarvereins wesentlich an dem Aufbau der Notariatsverfassung in den neuen Bundesländern beteiligt. In der Konkurrenz der beiden Notariatsstrukturen Anwaltsnotariat und Nurnotariat (vgl. Notar), hat er sich für die Einführung des Nurnotariates in den neuen Bundesländern eingesetzt. In den Sitzungen des Ministerrats der DDR am 20. Juni 1990 und der Volkskammer der DDR am 12. September 1990 wurde hierfür der Boden bereitet.

## Ehrungen
Zimmermann ist Träger des Großen Ehrenzeichens der Republik Österreich und der Verdienstorden der Notarkammern Estlands und der Ukraine. Im Jahre 2010 wurde ihm der Verdienstorden des Landes Nordrhein-Westfalen für seine Verdienste um den Aufbau eines demokratischen Rechts- und Notariatswesens in den osteuropäischen Staaten und sein Engagement für den gemeinnützigen Johannes Seniorendienste e.V. verliehen. 1996 wurde er mit dem Bundesverdienstkreuz am Bande ausgezeichnet; 2015 erhielt er das Bundesverdienstkreuz 1. Klasse.
2017 wurde ihm die Ehrendoktorwürde der Universität für Technologie, Management und Ökonomie St. Petersburg verliehen.